# Камилионер
Камилионер, чието рождено име е Хакийм Серики (на английски: Chamillionaire, Hakeem Seriki), е американски рапър от нигерийски произход. Роден е на 28 ноември 1979 г. в Хюстън, Тексас. Освен певец, той е и главен изпълнителен директор на Камилитъри Ентертейнмънт, звукозаписна компания под шапката на Юнивърсъл Рекърдс. През 2007 г. печели Грами в категорията Най-добро рап изпълнение на дует или група за песента Ridin', която изпълнява заедно с Крейзи Боун. Камилионер използва и други псевдоними: Chamillion, Chamil, Cham, King Koopa, The Mixtape Messiah, The Truth From Texas, Color Changin' Lizard, Chamillionator, Chamillitary Five Star General, Chamillitary Mayne.

## Ранни години
Камилионер е най-голямото дете в семейство на мюсюлманин и християнка. Изучава и двете религии, а се определя като християнин. Още от ранна възраст работи на различни места, за да помага финансово на семейството – товари камиони, транспортира кръв и урина за медицинска лаборатория, раздава рекламни листовки и др.

## Музикална кариера
Камилионер започва да записва микстейпове през 1998 г. По това време той работи заедно с Пол Уол. Двамата се запознават с популярния хюстънски диджей Майкъл Уотс и успяват да го убедят да участват с фрийстайл в едно негово предаване по местна радиостанция. Изпълнението им се харесва на Уотс и той ги включва и в други свои микстейпове. В крайна сметка Камилионер и Пол Уол подписват с Суишахаус, музикална компания, основана от Майкъл Уотс и Слим Тъг. Камилионер и Пол Уол продължават да издават микстейп дискове, а през 1999 г. основават групата The Color Changin' Click, в която освен тях влизат Лю Хоук, 50/50 Туин, Расак (по-малък брат на Камилионер) и Йънг Ро. През 2002 г. Камилионер и Пол Уол издават общ албум, Get Ya Mind Correct, който се продава в над 150.000 копия и е считан за един от най-добрите индипендънт (без подкрепата на голяма звукозаписна компания) албуми на годината. По-късно Камилионер напуска Суишахаус и през 2004 г. основава лейбъла Камилитъри Ентертейнмънт.

## Дискография
Основна статия: Дискография на Камилионер

### 2005: The Sound Of Revenge
Основна статия: The Sound of Revenge
Първият солов албум на Камилионер – The Sound of Revenge – излиза на пазара през месец ноември 2005 г. Само през първата седмица в САЩ са продадени 130 хил. копия на албума, а общият брой продажби там достига 1,5 милиона, което му отрежда платинен статус. The Sound Of Revenge достига десета позиция в класацията за албуми в САЩ и 12-а в Обединеното кралство. Вторият сингъл от албума – Ridin' – спечелва на Камилионер награда Грами за Най-добро рап изпълнение на дует или група и наградата на МТВ за най-добър клип. Другите сингли са Turn It Up и Grown and Sexy.

### 2007: Ultimate Victory
Основна статия: Ultimate Victory
Следващият солов албум – Ultimate Victory – се появява през септември 2007 г. Единствените сингли са Hip Hop Police и Won't Let You Down.

### 2009: Venom (Отменен)
Venom е обявен като трети солов албум на рапъра Chamillionaire. Първият сингъл е „Creepin Solo“ с Ludacris. На 3 юни
Chamillionaire обявява, че албумът няма да бъде издаден и Mixtape Messiah 7 ще бъде последната от поредицата Mixtape Messiah. След това на 5 юни след много слухове че рапърът ще прекрати кариерата си, Chamillionaire обяви, че Venom няма да бъде издаден, но на негово място ще има нов трети студиен албум и кариерата му ще продължи.

### Гост участия
Камилионер работи съвместно с редица популярни имена в жанра. Той участва в песни на Сиара, Джейми Фокс, Икзибит, Кристина Агилера, Ар Кели, Уайклеф Жан и др.

## Награди и номинации
| Награди                       | Категория                                      | Песен/Албум          | Година | Резултат  |
| ----------------------------- | ---------------------------------------------- | -------------------- | ------ | --------- |
| Американски музикални награди | Най-добър дебют                                |                      | 2006   | Номинация |
| Награди БЕТ                   | Най-добър дебют                                |                      | 2006   | Номинация |
| Награди БЕТ за хип-хоп        | Песен на годината                              | Ridin'               | 2006   | Номинация |
| Награди БЕТ за хип-хоп        | Дебютант на годината                           |                      | 2006   | Спечелена |
| Награди БЕТ за хип-хоп        | Hip Hop MVP                                    |                      | 2006   | Номинация |
| Награди БЕТ за хип-хоп        | Най-добър дует                                 | Ridin' с Крейзи Боун | 2006   | Номинация |
| Награди БЕТ за хип-хоп        | Награда на публиката (Wireless People's Champ) |                      | 2006   | Спечелена |
| Dirty Awards                  | Most Bootlegged CD                             | The Sound of Revenge | 2006   | Номинация |
| Dirty Awards                  | Dirty Song of the Year                         | Ridin'               | 2006   | Номинация |
| Dirty Awards                  | Best New Dirty                                 |                      | 2006   | Номинация |
| MtvU Woodie Awards            | The Breaking Woodie (Най-добър дебют)          |                      | 2006   | Номинация |
| Музикални награди на МТВ      | Най-добър рап клип                             | Ridin'               | 2006   | Спечелена |
| Награди на списание Озоун     | Най-добър клип                                 | Ridin'               | 2006   | Спечелена |
| Пийпълс Чойс                  | Любима хип-хоп песен                           | Ridin'               | 2006   | Номинация |
| Световни музикални награди    | Най-добър рап или хип-хоп певец                |                      | 2006   | Номинация |
| Грами                         | Най-добро рап изпълнение на дует или група     | Ridin'               | 2007   | Спечелена |
| Грами                         | Най-добра рап песен                            | Ridin'               | 2007   | Номинация |
| World Of Rap Award            | Рингтон на годината                            | Ridin'               | 2007   | Спечелена |
| Награди БЕТ за хип-хоп        | Най-добър хип-хоп клип на годината             | Hip Hop Police       | 2007   | Номинация |